# خوارشچانه
خوارشچانه (به لهستانی:  Chwarszczany) یک روستا در لهستان است که در گمینا بولشکوویتسه واقع شده‌است. خوارشچانه ۲۲۲ نفر جمعیت دارد.